# Dưới cờ đại nghĩa
Dưới cờ đại nghĩa là một bộ phim truyền hình được thực hiện bởi Hãng phim Truyền hình Thành phố Hồ Chí Minh, Đài Truyền hình Thành phố Hồ Chí Minh do Nguyễn Tường Phương và Lê Phương Nam làm biên kịch, đạo diễn. Phim được chuyển thể từ tiểu thuyết Người Bình Xuyên của nhà văn Nguyên Hùng. Phim phát sóng vào lúc 21h00 các ngày từ thứ 5 đến Chủ Nhật hàng tuần bắt đầu từ ngày 19 tháng 3 năm 2006 đến hết ngày 3 tháng 8 năm 2006 trên kênh HTV7.

## Nội dung
Dưới cờ đại nghĩa xoay quanh quãng thời gian từ lúc Việt Nam còn là thuộc địa của Pháp cho đến khi kết thúc cuộc kháng chiến chống Pháp với chủ điểm là lực lượng Bình Xuyên – một lực lượng quân sự nổi tiếng ở Đông Nam Bộ trong thời kỳ kháng chiến chống Pháp. Bắt đầu từ vụ xử trảm vị phó tướng Dương Văn Hạnh của Bình Tây đại nguyên soái Trương Định ở vùng đất Lý Nhơn – Cần Giờ, từ những năm cuối thập niên 40 của thế kỷ 20, sau khi khu bộ phó Bảy Viễn chọn giải pháp về thành theo chiêu bài Bảo Đại của thực dân Pháp, những con người giang hồ theo kháng chiến của người anh hùng Dương Văn Dương từ đây đã sang trang...

## Diễn viên
- Trung Dũng trong vai Mười Trí (Huỳnh Văn Trí)[8]
- NSƯT Trương Minh Quốc Thái trong vai Bảy Viễn (Lê Văn Viễn)
- Lý Thanh Thảo trong vai Hai Ngạn
- Lê Văn Nghĩa trong vai Tám Mạnh (Nguyễn Văn Mạnh)
- Christian Trung trong vai Bazin
- Nguyễn Mạnh Hùng trong vai Bảy Chơn (Nguyễn Văn Chơn)
- Võ Thành Tâm trong vai Ba Dương (Dương Văn Dương)
- NSND Đào Bá Sơn trong vai Savani
- NSƯT Công Ninh trong vai Nguyễn Bình
- Thanh Minh trong vai Hai Vĩnh (Mai Văn Vĩnh)
- Đại Nghĩa trong vai Lâm Ngọc Đường
- Võ Hoàng Thục trong vai Năm Tài (Lại Hữu Tài)
- Quách Khoa Nam trong vai Năm Hà (Dương Văn Hà)
- Chí Bửu trong vai Hai Lực
- Tấn Hưng trong vai Bảy Rô
- Võ Thế Vỹ trong vai Maurice Thiên
- Hoàng Nhân trong vai Năm Bê
- Nguyễn Hậu trong vai Quán Sảnh
- NSƯT Minh Châu trong vai Đội Cầu
- Minh Quang trong vai Tư Sang
- Quốc Thịnh trong vai Tám Tâm
- Mai Dũng trong vai Hai Quận
- Lê Tứ trong vai Giáo chủ Huỳnh Phú Sổ
- Lê Bình trong vai Giáo Hữu Nhơn
- NSND Kim Xuân trong vai Mẹ của Bảy Chơn (Nguyễn Văn Chơn)
- Ngọc Điệp trong vai Mến
- Hoài An trong vai Mẹ của Ba Dương (Dương Văn Dương)
- Tuyết Trinh trong vai Lượm
- Lê Quang trong vai Nam Tra
- Minh Hòa trong vai Chín Phận
- NSƯT Nguyễn Phương Điền trong vai Chín Mập
- Thái Hòa trong vai Ba Nhỏ
- Bá Tâm trong vai Ba Bay
- Trương Quang Thịnh trong vai Năm Cò
- Trường Thịnh trong vai Năm Nghĩa
- Hoàng Minh trong vai Chuyền
- NGƯT Mạnh Dung trong vai Ông Năm Rừng Sác
- Lê Diễn trong vai Sáu Đúng
- Thanh Thúy trong vai Bà Hoa
- Tiến Vang trong vai Năm Ri
- Quỳnh Như trong vai Bé Sen
- Dương Tấn Bình trong vai Ba Búa
- Kim Thư trong vai Vân Anh
- Lê Văn Dũng trong vai Tám Nghệ (Huỳnh Văn Nghệ)

Cùng một số diễn viên khác...

## Giải thưởng
| Năm  | Giải thưởng    | Hạng mục                | Đề cử | Kết quả        | Tham khảo |
| ---- | -------------- | ----------------------- | ----- | -------------- | --------- |
| 2005 | Cánh diều vàng | Phim truyện truyền hình | —     | Cánh diều vàng | [ 9 ]     |